# 静岡市立清水庵原小学校
静岡市立清水庵原小学校（しずおかしりつ しみずいはらしょうがっこう）は、静岡県静岡市清水区庵原町にある公立小学校。

## 沿革
- 1873年（明治6年）10月8日 - 一乗寺に「尚友塾」開設[1]。
- 1879年（明治12年） - 「公立小学校 庵原舎」[1]。
- 1881年（明治14年） - 「村立小学校 庵原舎」校舎新設[1]。
- 1886年（明治19年）7月28日 - 「第九学区尋常小学校　原学校」発足[1]。
- 1887年（明治20年）2月26日 - 「第九学区尋常小学校　山切学校」発足[1]。
- 1889年（明治22年）10月31日 - 町村制施行により10村合併し庵原村発足、「庵原尋常小学校」と改名[1]。
- 1892年（明治25年）2月4日 - 「庵原郡庵原村立庵原尋常小学校」と改名[1]。
- 1902年（明治35年） - 「庵原郡庵原村立庵原尋常高等小学校」と改名[1]。
- 1941年（昭和16年）4月1日 - 「庵原村立庵原国民学校」に改称[1]。
- 1947年（昭和22年）4月1日 - 「庵原村立小学校」に改称[1]。
- 1961年（昭和36年）6月29日 - 清水市との合併により、「清水市立庵原小学校」に改称[1]。
- 1973年（昭和48年）3月23日 - 創立100周年記念式典挙行[1]。
- 2003年（平成15年）4月 - 静岡市との合併に伴い、「静岡市立清水庵原小学校」に改称[1]。

## 通学区域
清水区

| - 新丹谷 - 伊佐布 - 庵原町 - 尾羽 | - 草ヶ谷 - 杉山 - 原 - 広瀬 | - 茂畑 - 八坂町の一部 - 山切 - 吉原 |

## アクセス
- しずてつジャストライン庵原線（上伊佐布系統・トレーニングセンター系統） 「庵原小学校前」停留所から、徒歩1分